# Argodrepana
Argodrepana là một chi bướm đêm thuộc phân họ Drepaninae.